# 伊達公子

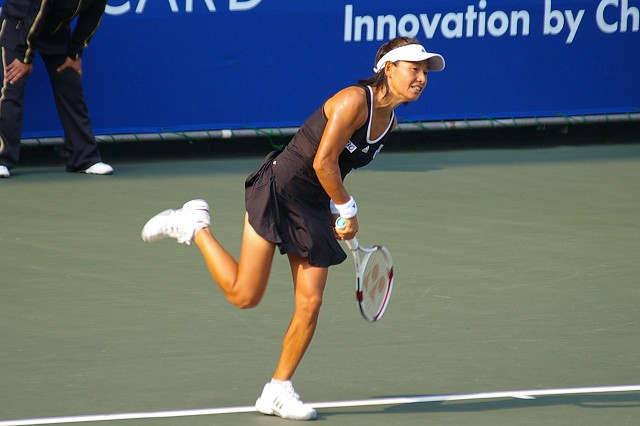
パン・パシフィック・テニス2008

伊達 公子 (だて きみこ、Kimiko Date、1970年9月28日 - ) は、日本の元女子プロテニス選手。京都府京都市上京区出身。WTAランキング自己最高位はシングルス4位、ダブルス28位。WTAツアー通算でシングルス8勝 (日本選手歴代2位記録)、ダブルス6勝を挙げている。
アジア出身の女子テニス選手として、史上初めてシングルス世界ランキングトップ10入り、日本選手21年ぶりのグランドスラムシングルスベスト4、日本女子選手初の全仏オープンシングルスベスト4・ウィンブルドン選手権シングルスベスト4進出者。
4大大会での女子シングルスベスト8入り6回は日本女子選手歴代最多記録である。また、準決勝進出3回は歴代2位の記録である。すべての4大大会でベスト8入りした最初の日本女子選手でもある。全豪オープン勝利 (オープン化以降)・ウィンブルドン3回戦進出の最年長記録、WTAツアーシングルス優勝・全仏オープン勝利の歴代2位の年長記録を保持している。2010年10月にWTA史上初の40歳以上でトップ10の選手に勝利を記録した。

## 人物
「ライジング・ショット」の名手として、世界的に有名な選手である。これは、相手の打ったボールが自分のコートでバウンドした直後の上がり端を打ち返す、非常に高度な技術である。世界トップ選手へと躍進し始めた頃の伊達は、“ライジング・サン”（日の出）と呼ばれた。
2008年の現役復帰後の所属はエステティックTBC。
本来は左利きであるが、子供の頃に日本の習慣に従って右利きに直された。そのため、テニスの試合でも相手選手がバックサイド（左側）に打ってきたボールを左打ちする場面がしばしば見られた。日常生活でも、サインの時などに左手を用いることがある。
大津市立瀬田南小学校、大津市立瀬田中学校（在校時バレーボール部）、園田学園高等学校卒業。
2001年にドイツ人レーシングドライバーのミハエル・クルムと結婚。結婚当初はクルム公子としたが、家庭裁判所での姓の変更を経てクルム伊達公子となった（国際結婚であるため夫婦別姓が可能）。2016年9月26日にミハエル・クルムとの離婚を発表した。
2022年1月に5年ほど交際を続けてきた男性と入籍をしたことを自身の52歳の誕生日である同年9月28日にSNSにて公表した。

## 選手経歴

### アマチュア選手としての活動
6歳のとき、京都市北区にあるテニスクラブ「セブンスリー」で、両親が健康管理のために行っていたテニスに初めてふれる。滋賀県大津市に転居後、京都市山科区にてデ杯監督竹内映二の父親である竹内穣治がオーナーを務める「四ノ宮テニスクラブ」でレッスンを積む。中学校時代には「滋賀県テニス選手権」で優勝した。
高校時代には、兵庫県尼崎市にあるテニスの名門校・園田学園高等学校で光国彰監督の指導を受けた。1988年のインターハイでシングルス、ダブルス、団体優勝の3冠獲得を達成する。

### プロ選手としての活動
高校卒業後の1989年にプロ転向。同年、「サントリー・ジャパン・オープン」でWTAツアーにデビューし、岡本久美子との準々決勝まで進出した。全仏オープンで4大大会にデビュー。予選3試合を勝ち上がり、本戦2回戦に進出した。ウィンブルドンと全米オープンでも本戦へ出場した。女子テニス国別対抗戦・フェデレーションカップ（現フェドカップ）の日本代表選手に初選出され、西ドイツ・チームとの2回戦でダブルス戦に起用された。
1990年、全豪オープンで初の4回戦進出を果たした。3回戦で第11シードのパム・シュライバーを破って注目を集めたが、前年度準優勝者のヘレナ・スコバに 4-6, 3-6 で敗退した。
1991年、8月中旬の「バージニア・スリムズ・オブ・ロサンゼルス」大会で予選から勝ち上がり準優勝した。準決勝で当時世界ランキング3位のガブリエラ・サバティーニを破る大金星を挙げ、決勝では当時の女王モニカ・セレシュに挑戦した。全日本テニス選手権の女子シングルスで初優勝を果たした。
1992年、2月に東京の「東レ パン・パシフィック・オープン・テニストーナメント」で、当時世界ランキング5位のアランチャ・サンチェス・ビカリオを破った。3月末の「リプトン国際選手権」4回戦でシュテフィ・グラフと初対戦した。全仏オープンで初めて4大大会のシード選手になり、4回戦に進出した。全日本テニス選手権で2連覇した。この年の活躍により、WTAアワードの「最も上達した選手賞」(Most Improved Player of the Year) に選出された。
1993年、全米オープンで初の4大大会ベスト8に進出した。この4回戦で、当年度のウィンブルドン準優勝者ヤナ・ノボトナを破った。

#### 1994年 グランドスラムベスト4
1994年、1月にオーストラリアの「ニュー・サウスウェールズ・オープン」で海外の大会で初優勝した。日本女子選手として史上初の世界ランキングトップ10入りした。直後の全豪オープンで初の4大大会ベスト4進出を果たしたが、準決勝でグラフに 3-6, 3-6 で完敗。全米オープンで2年連続ベスト8入り。日本人選手として初めて女子テニスツアー年間最終戦の「バージニア・スリムズ選手権」の出場権を獲得し、準決勝まで進出した（当時のバージニア・スリムズ選手権は、世界ランキング16位以内の選手のみに出場資格が与えられた）。

#### 1995年 世界ランキング4位
1995年、2月の東レ パン・パシフィック・オープン・テニストーナメントで初優勝。その決勝戦ではリンゼイ・ダベンポートを圧倒した。リプトン国際選手権で準優勝。この大会では決勝でグラフに完敗したが、準決勝でガブリエラ・サバティーニを 1-6, 1-5 の土壇場から逆転し、1-6, 7-6, 7-6 で逆転勝利を収めた。この年は全仏オープンで日本人初のベスト4進出を達成するが、準決勝でアランチャ・サンチェス・ビカリオに 5-7, 3-6 で敗れた。敗れたものの、この準決勝はテレビ東京系の地上波でゴールデンタイムの午後9時から放映された。11月に自己最高の世界ランキング4位を記録する。年間最終ランキングもシュテフィ・グラフ、コンチタ・マルティネス、アランチャ・サンチェス・ビカリオに次ぐ4位に輝いた。日本プロスポーツ大賞殊勲賞を受賞した。

#### 1996年 引退
1996年4月27日 - 28日、東京・有明コロシアムで開かれた女子国別対抗戦・フェドカップの「ワールドグループ」1回戦でドイツと対戦し、28日の試合で女王シュテフィ・グラフを 7-6, 3-6, 12-10 で破る大金星を挙げた。1996年7月4日 - 5日の2日間にわたり、ウィンブルドン準決勝でグラフと最後の対戦をする。第1セットはグラフが 6-2 で先取したが、第2セットを伊達が 6-2 で取り返したときに試合が日没順延となり、翌日に持ち越された第3セットはグラフが 6-3 で取ったため、日本人選手初の4大大会決勝進出はならなかった。アトランタ五輪でも女子シングルスのベスト8に進出し、アランチャ・サンチェス・ビカリオに惜敗した。しかし8月25日、アメリカ・サンディエゴで開かれた「トーシバ・クラシック」決勝戦でサンチェスを 3-6, 6-3, 6-0 で破り、WTAツアー7勝目を挙げた。
同年9月24日に現役引退を宣言した。WTAツアー年間最終戦の「チェイス選手権」2回戦で、当時16歳のマルチナ・ヒンギスに 1-6, 2-6 で敗れた。世界ランキング8位での引退だった。

### その後
2000年2月6日 - 8日にかけて、シュテフィ・グラフの「引退世界ツアー」で日本の対戦相手に指名され、東京体育館、名古屋レインボーホール、大阪城ホールの3会場でエキシビション・マッチを行った。
2001年12月1日、ドイツ人レーシングドライバーのミハエル・クルムと結婚した。結婚当初は「クルム公子」としたが、家庭裁判所に姓の変更を申し出て「クルム伊達公子」となった。国際結婚であるため、夫婦別姓が可能だった。選択的夫婦別姓制度の導入について賛同し、「結婚する2人が考え、同姓にしたければする、別姓を名乗りたければ名乗る。それが理想」と述べている。
2008年3月15日、東京・有明コロシアムにてシュテフィ・グラフ、マルチナ・ナブラチロワとともにエキシビション・マッチを行い、ここでは伊達が2試合とも勝利を収めた（当初はサバティーニが参戦予定だったが欠場。代わりにナブラチロワが参戦し、伊達と初めての対戦となった）。

### 現役復帰

#### 2008年

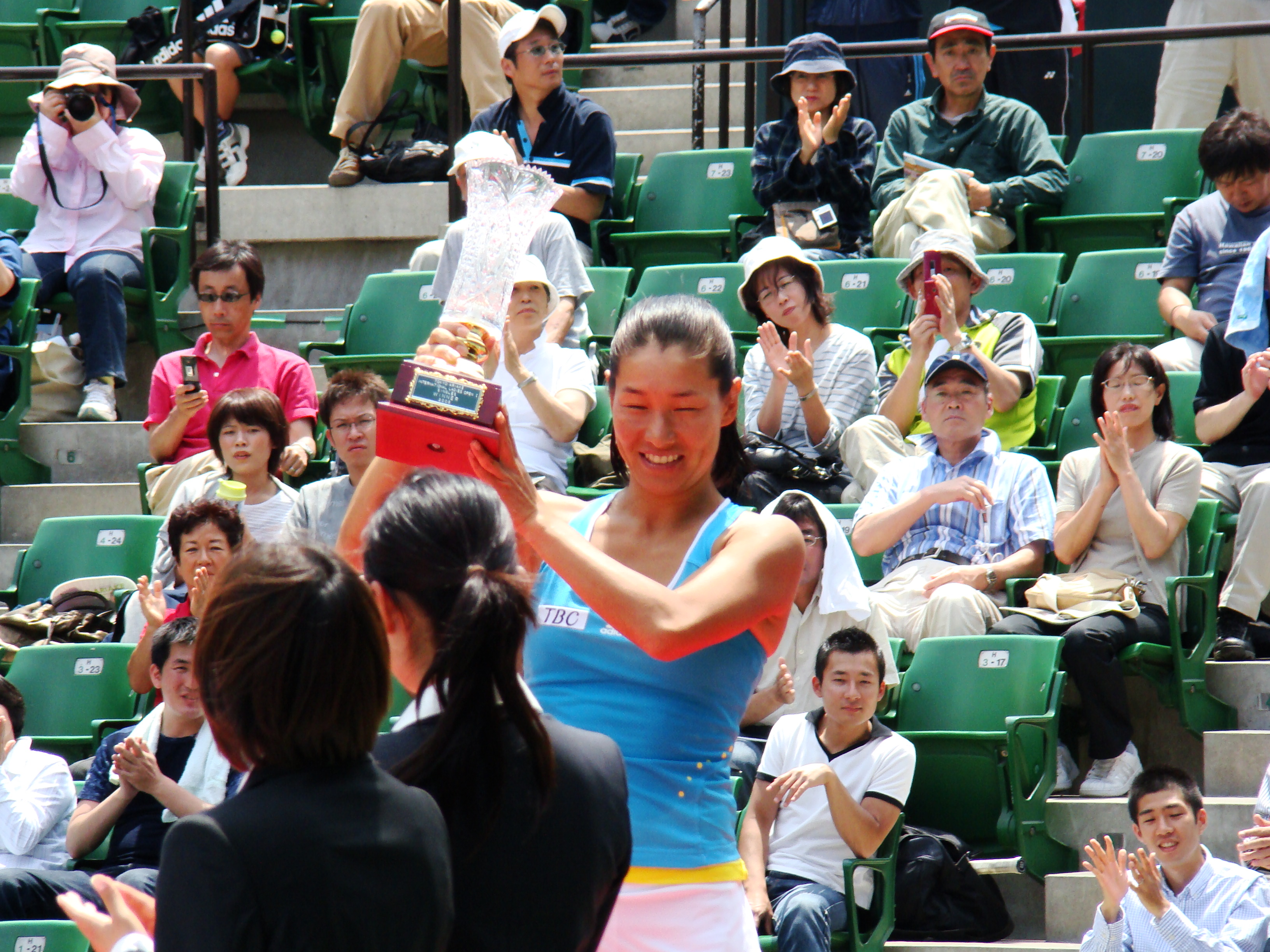
2008年、東京有明国際女子オープンに優勝し、トロフィーを受け取るクルム伊達公子

2008年4月6日、現役復帰を決意したことが報じられた。4月7日に復帰記者会見を行い、12年ぶりにツアープレーヤーとして再びコートに立つことを表明した。37歳にしてプロへ復帰した理由を「世界と戦うためではなく、若い選手へ刺激を与えるため」と語り、当時の本名の「クルム伊達公子」でプロ登録した。
同年4月27日、岐阜市の岐阜メモリアルセンターにある「長良川テニスプラザ」で開催された「カンガルーカップ国際女子オープン」のシングルス予選で現役復帰する。3戦全勝で予選を突破し、本戦1回戦では藤原里華、準々決勝では中村藍子を破り、決勝まで勝ち進んだが、タマリネ・タナスガーン（タイ）に敗れて準優勝に終わった。15歳のジュニア選手・奈良くるみと組んだダブルス決勝では、ニコル・タイセン（オランダ）&メラニー・サウス（イギリス）組を破って優勝した。
同年6月15日、東京有明国際女子オープンシングルス決勝で、主催者推薦で出場の18歳秋田史帆を 6-3, 6-2 で破り、シングルスでのプロ復帰後初優勝を果たした。同年7月12日、日本サッカー協会（JFA）理事に就任した。これはJFAの犬飼基昭会長（当時）の推薦によるもので、平尾誠二（神戸製鋼コベルコスティーラーズ総監督兼任ゼネラルマネージャー）とともにサッカー以外のスポーツ界からは初のJFA理事となった（2010年7月退任）。11月には全日本テニス選手権に出場、女子シングルス決勝で瀬間友里加（ピーチ・ジョン）を破って16年ぶり3度目の優勝を飾る。38歳での優勝は、宮城黎子が1963年に41歳で優勝し、大会8連覇を達成した時に次ぐ年長記録である。また藤原里華と臨んだダブルスでも決勝で米村明子&米村知子組を破って17年ぶり2回目（藤原は6年ぶり3度目）の優勝を飾り、吉田友佳以来5年ぶりの単複2冠の達成者となった。

#### 2009年
2009年、4大大会にも13年ぶりの再挑戦を始め、全豪オープンで予選会を通過した。本戦1回戦では第25シードのカイア・カネピ（エストニア）に 6-4, 4-6, 6-8 で競り負け、初戦敗退。全仏オープンでは、故障で予選1回戦を途中棄権している。ウィンブルドンにおいて、主催者推薦（ワイルドカード）で13年ぶりの出場を果たしたが、第9シードの18歳、キャロライン・ウォズニアッキ（デンマーク）に 7-5, 3-6, 1-6 で逆転負けし、初戦突破はならなかった。復帰後WTAツアーレベルでは接戦の試合も見せながらも9戦全敗と、ツアー初勝利の壁に弾かれていたが、そんな中出場したハンソル韓国オープン1回戦において地元のYe-Ra Leeを 6-3, 6-4 のスコアで下し復帰後ツアー初勝利を挙げると、2回戦で第5シードのアリサ・クレイバノワ（ロシア）には第2セット第9ゲームでマッチポイントを握られるも 4-6, 7-6(4), 6-3 の大逆転した。続く準々決勝では第1シードのダニエラ・ハンチュコバ（スロバキア）を 7-6(3), 4-6, 6-4 で、準決勝では前年大会優勝者のマリア・キリレンコ（ロシア）を 3-6, 6-2, 6-4 でのスコアでそれぞれ下し決勝戦に進出した。決勝ではアナベル・メディナ・ガリゲス（スペイン）6-3, 6-3のストレートで下し、1996年のトーシバ・クラシック以来13年ぶり8度目のWTAツアーシングルス優勝を果たした。38歳11か月30日での優勝は1983年のイギリス・バーミンガム大会でシングルス優勝を果たしたビリー・ジーン・キング（アメリカ）の記録（39歳7か月23日）に次ぐ歴代2位の年長優勝記録となった。

#### 2010年
2010年 5月25日、ローランギャロスで行われた全仏オープン本戦1回戦に出場し、2009年世界ランキング1位で同大会2年連続準優勝の第9シードディナラ・サフィナ（ロシア）に 3-6, 6-4, 7-5 で逆転勝ちした。伊達にとって4大大会での勝利は、準決勝に進んだ1996年のウィンブルドン以来14年ぶりの勝ち星であり、また全仏女子オープンにおける39歳7か月での勝利は、1968年以降の同大会で歴代2番目の年長白星となった。
主催者推薦で出場した9月の東レ パン・パシフィック・オープンでは、1回戦で前年優勝のマリア・シャラポワを 7-5, 3-6, 6-3 で破った。10月のHPオープンでは準々決勝でサマンサ・ストーサーを 5-7, 6-3, 7-6 で破り復帰後初のトップ10プレーヤーからの勝利を挙げた。40歳を超えたプレイヤーが、トップ10の選手を破ったのはWTA史上初の快挙であった。決勝ではタマリネ・タナスガーンに 5-7, 7-6, 1-6 で敗れ最年長ツアー優勝はならなかった。11月の広州アジア大会にも出場し、シングルス準決勝で彭帥に 6-7, 6-3, 2-6 で敗れ銅メダルを獲得している。

#### 2011年
2011年ウィンブルドン選手権2回戦のビーナス・ウィリアムズとの試合では1996年準決勝のグラフとの試合以来、15年ぶりのセンターコートに立った。過去ウィンブルドンで5度の優勝を誇るビーナス相手に、2時間56分の熱戦の末 7-6(6), 3-6, 6-8 で惜敗したが、健闘に大きな拍手が送られた。10月のHPオープンでは前年準優勝したシングルスでは1回戦でペトラ・チェトコフスカに 2-6, 6-7 で敗れたが、張帥と組んだダブルスで決勝に進出し、バニア・キング&ヤロスラワ・シュウェドワ組を 7-5, 3-6, [11-9] で破り、1996年4月のジャパンオープン以来のダブルスタイトルを獲得した。

#### 2012年
2012年4月のe-Boksオープンで藤原里華と組んだダブルスで、ソフィア・アルビドソン&カイア・カネピ組を6-2, 4-6, [10-5] で破り、ダブルスではツアー通算3勝目を挙げた。
伊達自身、日本人とペアを組んでのダブルス優勝は、1996年4月杉山愛と組んで優勝したジャパン・オープン以来16年ぶりの優勝となった。
ちなみにパートナーの藤原里華は、これがシングル・ダブルス通じて初のツアー優勝となった（それまではダブルスで5度決勝進出し全て準優勝だった）。一方、シングルスでは全仏オープンから10連敗を喫し、ランキングを100位以下に落としたが、2013年も現役続行することを発表した。

#### 2013年
2013年全豪オープンシングルス1回戦で第12シードのナディア・ペトロワに 6-2, 6-0 でストレート勝ちし、42歳の伊達は1968年オープン化以降同大会の最年長勝利記録更新した。また次戦の2回戦もシャハー・ピアーに 6-2, 7-5 で勝利し、18年ぶりに3回戦に進出。さらにその記録を更新した。ダブルスでの2回戦は、ロンドン五輪銀メダリストペアで第2シードのアンドレア・フラバーチコバ&ルーシー・ハラデツカ組相手に 7-5, 3-6, 6-3 で勝利する金星を挙げ、シングルスと共にダブルスでも3回戦進出を果たした（どちらも3回戦で敗退）。
全豪オープンの翌週に行われたPTTパタヤ・オープンではケーシー・デラクアと組み、アクグル・アマンムラドワ&アレクサンドラ・パノワ組に 6-3, 6-2 で勝利し、ダブルスでのツアー通算4勝目を手にした。
4月のモンテレイ・オープンはティメア・バボシュと組んで、エバ・ビルネロバ&タマリネ・タナスガーン組を 6-1, 6-4 で破り、ツアー通算5勝目、現役復帰後では4勝目のダブルスタイトルを勝ち得た。
続く5月のストラスブール国際はシャネル・シェパーズとのペアで マリナ・エラコビッチ&カーラ・ブラック組に 6-4, 3-6, [14-12] で競り勝ち、ツアー通算6勝目、2013年のダブルスツアー決勝3連勝を果たす。
一方のシングルスでは全仏オープン1回戦でサマンサ・ストーサーに敗れたが、続く2013年ウィンブルドン選手権では3回戦まで進出。42歳での3回戦進出は同大会史上最年長となった。3回戦はディフェディングチャンピオンで第1シードのセリーナ・ウィリアムズと初対戦。結果は 2-6, 0-6 で完敗したが、スコア以上に彼女らしさを随所に見せ、センターコートの観客を沸かせてみせた。

#### 2014年
2014年の4大大会シングルスはすべて1回戦敗退を決したが、その全てが3セットによるものであった。
しかし4大大会最後の2014年全米オープン女子ダブルスで、パートナーのバルボラ・ザフラボバ・ストリコバとともに快進撃を見せ、3回戦では大会第2シードで2014年全仏オープンチャンピオンの謝淑薇と彭帥相手に 7-6(4), 6-4 で勝利し、最終的にはキャリア初の準決勝へ進出した。準決勝はロシア人ペアのエカテリーナ・マカロワとエレーナ・ベスニナ組に 5-7, 3-6 で敗れ、シングルスも通じての4大大会初の決勝進出とはならなかった。

#### 2015年
2015年1月11日～16日にオーストラリアのシドニーで行われたシドニー国際で、チェコのカロリナ・プリスコバと組みダブルスに出場し、準決勝へ進出した。これにより1月12日、19日と2週続けて、1992年8月24日に記録した自己最高であったWTAのダブルスでの世界ランキング33位を23年ぶりに更新した（1月12日は31位、19日は28位）。2015年全仏オープンにてグランドスラムでは2009年全米以来の予選敗退を喫した。

#### 2016年
2016年1月14日、全豪オープン女子シングルス予選1回戦で敗れ、シングルスで8年連続の本戦出場はならなかった。2月21日、16日に左膝半月板の内視鏡手術を行ったが、復帰には再手術が必要であることを公式ブログで明らかにした。

#### 2017年
2017年8月28日、「『そう遠くない日』と言っていた日がとうとう訪れました。伊達公子、再チャレンジにピリオドを打つ決断をいたしました」と自身のブログに記し、現役を引退することを表明した。最後の大会となったジャパン女子オープンテニスではセルビアのアレクサンドラ・クルニッチに 0–6, 0–6 と1ゲームも奪えず完敗した。

## WTAツアー決勝進出結果

### シングルス: 15回（8勝7敗）
| 大会グレード          | 大会グレード                 |
| 2008年以前            | 2009年以後                   |
| --------------------- | ---------------------------- |
| グランドスラム (0–0)  |                              |
| WTAファイナルズ (0–0) |                              |
| ティア I (1–1)        | プレミア・マンダトリー (0-0) |
| ティア I (1–1)        | プレミア5 (0-0)              |
| ティア II (2–2)       | プレミア (0–0)               |
| ティア III (3–3)      | インターナショナル (1–1)     |
| ティア IV ＆ V (1–0)  | インターナショナル (1–1)     |

| 結果   | No. | 決勝日         | 大会           | サーフェス        | 対戦相手                         | スコア           |
| ------ | --- | -------------- | -------------- | ----------------- | -------------------------------- | ---------------- |
| 準優勝 | 1.  | 1991年8月12日  | ロサンゼルス   | ハード            | モニカ・セレシュ                 | 3–6, 2–6         |
| 優勝   | 1.  | 1992年4月6日   | 東京           | ハード            | サビーネ・アペルマンス           | 7–5, 3–6, 6–3    |
| 準優勝 | 2.  | 1993年2月8日   | 大阪           | カーペット (室内) | ヤナ・ノボトナ                   | 3–6, 2–6         |
| 優勝   | 2.  | 1993年4月5日   | 東京           | ハード            | ステファニー・ロティエ           | 6–1, 6–3         |
| 準優勝 | 3.  | 1993年9月20日  | 東京           | ハード            | アマンダ・クッツァー             | 3–6, 2–6         |
| 優勝   | 3.  | 1994年1月10日  | シドニー       | ハード            | メアリー・ジョー・フェルナンデス | 6–4, 6–2         |
| 優勝   | 4.  | 1994年4月4日   | 東京           | ハード            | エミー・フレージャー             | 7–5, 6–0         |
| 優勝   | 5.  | 1995年1月30日  | 東京           | カーペット (室内) | リンゼイ・ダベンポート           | 6–1, 6–2         |
| 準優勝 | 4.  | 1995年3月25日  | マイアミ       | ハード            | シュテフィ・グラフ               | 1–6, 4–6         |
| 準優勝 | 5.  | 1995年4月10日  | 東京           | ハード            | エミー・フレージャー             | 6–7(5), 5–7      |
| 準優勝 | 6.  | 1995年5月22日  | ストラスブール | クレー            | リンゼイ・ダベンポート           | 6–3, 1–6, 2–6    |
| 優勝   | 6.  | 1996年4月15日  | 東京           | ハード            | エミー・フレージャー             | 6–4, 7–5         |
| 優勝   | 7.  | 1996年8月19日  | サンディエゴ   | ハード            | アランチャ・サンチェス・ビカリオ | 3–6, 6–3, 6–0    |
| 優勝   | 8.  | 2009年9月27日  | ソウル         | ハード            | アナベル・メディナ・ガリゲス     | 6–3, 6–3         |
| 準優勝 | 7.  | 2010年10月17日 | 大阪           | ハード            | タマリネ・タナスガーン           | 5–7, 7–6(4), 1–6 |

### ダブルス:10回 (6勝4敗)
| 大会グレード          | 大会グレード                 |
| 2008年以前            | 2009年以後                   |
| --------------------- | ---------------------------- |
| グランドスラム (0–0)  |                              |
| WTAファイナルズ (0–0) |                              |
| ティア I (0–0)        | プレミア・マンダトリー (0-0) |
| ティア I (0–0)        | プレミア5 (0-0)              |
| ティア II (0–0)       | プレミア (0–0)               |
| ティア III (1–0)      | インターナショナル (5–3)     |
| ティア IV & V (0–1)   | インターナショナル (5–3)     |

| 結果   | No. | 決勝日         | 大会           | サーフェス    | パートナー           | 対戦相手                                            | スコア              |
| ------ | --- | -------------- | -------------- | ------------- | -------------------- | --------------------------------------------------- | ------------------- |
| 準優勝 | 1.  | 1992年4月6日   | 東京           | ハード        | ステファニー・レイヒ | エミー・フレージャー 平木理化                       | 7–5, 6–7(5), 0–6    |
| 優勝   | 1.  | 1996年4月21日  | 東京           | ハード        | 杉山愛               | エミー・フレージャー キンバリー・ポー               | 7–6(6), 6–7(6), 6–3 |
| 準優勝 | 2.  | 2009年9月14日  | 広州           | ハード        | 孫甜甜               | オリガ・ゴボツォワ タチアナ・ポウチェク             | 6–3, 2–6, [8–10]    |
| 優勝   | 2.  | 2011年10月16日 | 大阪           | ハード        | 張帥                 | バニア・キング ヤロスラワ・シュウェドワ             | 7–5, 3–6, [11–9]    |
| 準優勝 | 3.  | 2012年2月26日  | モンテレイ     | ハード        | 張帥                 | サラ・エラニ ロベルタ・ビンチ                       | 2–6, 6–7(6)         |
| 優勝   | 3.  | 2012年4月15日  | コペンハーゲン | ハード (室内) | 藤原里華             | ソフィア・アルビドソン カイア・カネピ               | 6–2, 4–6, [10–5]    |
| 準優勝 | 4.  | 2012年10月14日 | 大阪           | ハード        | ヘザー・ワトソン     | ラケル・コップス＝ジョーンズ アビゲイル・スピアーズ | 1–6, 4–6            |
| 優勝   | 4.  | 2013年2月3日   | パタヤ         | ハード        | ケーシー・デラクア   | アクグル・アマンムラドワ アレクサンドラ・パノワ     | 6–3, 6–2            |
| 優勝   | 5.  | 2013年4月7日   | モンテレイ     | ハード        | ティメア・バボシュ   | エバ・ビルネロバ タマリネ・タナスガーン             | 6–1, 6–4            |
| 優勝   | 6.  | 2013年5月26日  | ストラスブール | クレー        | シャネル・シェパーズ | マリーナ・エラコビッチ カーラ・ブラック             | 6–4, 3–6, [14–12]   |

## 4大大会シングルス成績
略語の説明
| W | F | SF | QF | #R | RR | Q# | LQ | A | Z# | PO | G | S | B | NMS | P | NH |

W=優勝, F=準優勝, SF=ベスト4, QF=ベスト8, #R=#回戦敗退, RR=ラウンドロビン敗退, Q#=予選#回戦敗退, LQ=予選敗退, A=大会不参加, Z#=デビスカップ/BJKカップ地域ゾーン, PO=デビスカップ/BJKカッププレーオフ, G=オリンピック金メダル, S=オリンピック銀メダル, B=オリンピック銅メダル, NMS=マスターズシリーズから降格, P=開催延期, NH=開催なし.
| 大会           | 1989 | 1990 | 1991 | 1992 | 1993 | 1994 | 1995 | 1996 | 1997–2008 | 2009 | 2010 | 2011 | 2012 | 2013 | 2014 | 2015 | 2016 | 通算成績 |
| -------------- | ---- | ---- | ---- | ---- | ---- | ---- | ---- | ---- | --------- | ---- | ---- | ---- | ---- | ---- | ---- | ---- | ---- | -------- |
| 全豪オープン   | A    | 4R   | 2R   | 2R   | 2R   | SF   | 3R   | 2R   | A         | 1R   | 1R   | 1R   | 1R   | 3R   | 1R   | 1R   | LQ   | 16–14    |
| 全仏オープン   | 2R   | A    | LQ   | 4R   | 2R   | 1R   | SF   | 4R   | A         | LQ   | 2R   | 1R   | 1R   | 1R   | 1R   | LQ   | A    | 14–11    |
| ウィンブルドン | 1R   | 2R   | 1R   | 2R   | A    | 3R   | QF   | SF   | A         | 1R   | 1R   | 2R   | 1R   | 3R   | 1R   | LQ   | A    | 16–13    |
| 全米オープン   | 1R   | 2R   | 2R   | 2R   | QF   | QF   | 4R   | 1R   | A         | LQ   | 1R   | 1R   | 1R   | 1R   | 1R   | LQ   | A    | 14–13    |

### 世界ランキング
※年間最終シングルスランキング
|      | 1988 | 1989 | 1990 | 1991 | 1992 | 1993 | 1994 | 1995 | 1996 | - | 2008 | 2009 | 2010 | 2011 | 2012 | 2013 | 2014 | 2015 | 2016 |
| ---- | ---- | ---- | ---- | ---- | ---- | ---- | ---- | ---- | ---- | - | ---- | ---- | ---- | ---- | ---- | ---- | ---- | ---- | ---- |
| 順位 | 322  | 119  | 79   | 32   | 21   | 13   | 9    | 4    | 8    |   | 198  | 82   | 46   | 100  | 146  | 54   | 116  | 141  | 804  |

## CM・広告
- ポッカコーポレーション レモンの雫 コートの隅に置いた缶に載せたレモンを打ち落とすCMが話題になった。
- NTT西日本 企業イメージ
- キリンビバレッジ アルカリイオンの水
- 資生堂 プラウディア
- 興和 バンテリン
- TBC
- コカ・コーラ 爽健美茶
- 東京建物・西武不動産 Brillia L-Sio 萩山
- 東海漬物 きゅうりのキューちゃん
- キリンビール キリンフリー
- トヨタ自動車 プリウス
- 日本ヒューレット・パッカード
- 日産自動車 リーフ
- 伊予銀行
- JXTGエネルギー（2018年）[14]

## 著書
- 晴れのちテニス （1993年12月, 日本文化出版）ISBN 978-4890840007
- ラストゲーム （1996年11月, 日本文化出版）ISBN 978-4890840175
- キッズテニス「好き」を見つける「楽しい」を育む （2004年4月, 岩波書店）ISBN 978-4007001093
- いつも笑顔で Always Smile （2006年9月, マガジンハウス）ISBN 978-4838716821
- ストレスのないココロとカラダになる! 幸せのワークアウト （2006年9月, 講談社）ISBN 978-4062136129
- パートナーピラティス （ミハエル・クルム共著、2007年7月, 講談社）ISBN 978-4062140348
- 伊達公子のピラティスレッスン （2008年10月, 日本放送出版協会）ISBN 978-4148271676
- CHALLENGE!! （2009年7月, 講談社）ISBN 978-4062155243
- 進化する強さ （2012年3月, ポプラ社）ISBN 978-4591128817
- 負けない!: 挑戦することは楽しいこと （2012年3月, ポプラ社）ISBN 978-4591128664

## 出演
- NHKアカデミア「伊達公子 生きるヒントが、ここに。」（2023年5月17日、NHK Eテレ）[15]
- 最後の講義「10代で世界に挑んだ伊達公子が語る挑戦の光と闇」（2025年2月5日、NHK Eテレ）

## 関連情報

### ゲーム
- 伊達公子のバーチャルテニス（1994年5月13日にビーアイより発売。スーパーファミコン用ソフト。8M[16]。伊達公子監修）[17]

4種類のコートは、選手とネットの距離により拡大縮小する。7種類のスペシャルショットの中からL、Rボタンに一つずつショットをセットでき、うまく使えば試合を有利にできる。選手のスタミナはゲージで表示されリアルタイムで減りながら試合が展開される。選手の移動量やスペシャルショットの使用で減るのが速くなる。スタミナがなくなるとスペシャルショットが打てなくなる。
ゲームは4つのモードに分けられている。その中のワールドツアーはプレイヤーが伊達公子氏となり、ランキング1位を目指して世界を転戦するストーリーモードとなる。シナリオは彼女のツアー体験をベースにしており、大会のレベルはCからSまでを選択が可能。